# Azuquita pal café
«Azuquita pal café» es una canción de la banda El Gran Combo de Puerto Rico, lanzada como sencillo en 1984.
Pertenece al disco In Alaska, en 1984, disco de estudio de El Gran Combo, producido por Combo Records. Letra de Perín Vazque (Pedro Flores Vázquez).
Un tema clásico de la salsa, fue reeditada por la banda El Gran Combo de Puerto Rico en los compilados: «25th Anniversary 1962-1987» en 1987, «30 Aniversario» en 1992, «Nuevo Milenio» en 2001, «40 Aniversario, 1962-2002» en 2002 y «Salsa Classics Revisited» en 2003. 

## Interpretaciones
En Uruguay son variadas las interpretaciones, la más conocida es por Ernesto Negrín y su Conjunto Casino, (primer video de la música tropical de uruguaya), voz de Miguel Ángel “Azuquita ” Muñiz. La graban también en sus discos Sonora Palacio en 2002, La Sonora del Sur en su disco «Haciendo Tiempo» en 2003, y Max Capote realiza una versión en el disco «Chicle» en 2009. 
Otras interpretaciones son de Oscar de León y Andy Montañez canción número siete disco «De Andy Montañez Al Combo» en 2010.